# Deutsche Schwimmmeisterschaften 1990
Die 102. Deutschen Meisterschaften im Schwimmen fanden vom 8. bis 11. November 1990 in der Olympia-Schwimmhalle in München statt. Es war die erste gesamtdeutsche Meisterschaft nach der Wiedervereinigung.
| Disziplin           | Männer            | Männer            | Männer | Frauen            | Frauen           | Frauen |
| Disziplin           | Name              | Verein            | Zeit   | Name              | Verein           | Zeit   |
| ------------------- | ----------------- | ----------------- | ------ | ----------------- | ---------------- | ------ |
| 50 m Freistil       | Nils Rudolph      | Rostock           |        | Simone Osygus     | Wuppertal        |        |
| 100 m Freistil      | Peter Sitt        | Bonn              |        | Manuela Stellmach | Berlin           |        |
| 200 m Freistil      | Stefan Pfeiffer   | Hamburg           |        | Stephanie Ortwig  | Remscheid        |        |
| 400 m Freistil      | Stefan Pfeiffer   | Hamburg           |        | Stephanie Ortwig  | Remscheid        |        |
| 1500 m Freistil     | Jörg Hoffmann     | Potsdam           |        |                   |                  |        |
| 50 m Brust          | Mark Warnecke     | Dortmund          |        | Peggy Hartung     | Wuppertal        |        |
| 100 m Brust         | Ralph Färber      | Leipzig           |        | Jana Dörries      | Potsdam          |        |
| 200 m Brust         | Marcel Häckel     | Potsdam           |        | Alexandra Hänel   | SV Rhenania Köln |        |
| 50 m Rücken         | Dirk Richter      | Dresden           |        | Dagmar Hase       | Magdeburg        |        |
| 100 m Rücken        | Frank Hoffmeister | Wiesbaden         |        | Svenja Schlicht   | Hamburg          |        |
| 200 m Rücken        | Dirk Richter      | Dresden           |        | Svenja Schlicht   | Hamburg          |        |
| 50 m Schmetterling  | Nils Rudolph      | Rostock           |        | Katrin Jäke       | Leipzig          |        |
| 100 m Schmetterling | Michael Groß      | Offenbach am Main |        | Katrin Jäke       | Leipzig          |        |
| 200 m Schmetterling | Michael Groß      | Offenbach am Main |        | Katrin Jäke       | Leipzig          |        |
| 200 m Lagen         | Peter Bermel      | Hamburg           |        | Daniela Hunger    | Berlin           |        |
| 400 m Lagen         | Patrick Kühl      | Potsdam           |        | Petra Hausmann    | Füssen           |        |